# Остерцел
Остерцел (њем. Osterzell) општина је у њемачкој савезној држави Баварска. Једно је од 45 општинских средишта округа Осталгој. Према процјени из 2010. у општини је живјело 659 становника. Посједује регионалну шифру (AGS) 9777157.

## Географски и демографски подаци
Остерцел се налази у савезној држави Баварска у округу Осталгој. Општина се налази на надморској висини од 729 метара. Површина општине износи 10,8 km². У самом мјесту је, према процјени из 2010. године, живјело 659 становника. Просјечна густина становништва износи 61 становника/km².